# Vägnummer
Vägnummer är de nummer som vägar har för att underlätta att hitta och följa vägarna. Vägnummer anges i en del fall med vägmärken (skyltar) längs vägen.

## Europavägar
I Europa har nästan alla länder ett gemensamt system av s.k. europavägar. Dessa är tänkta att utgöra stommen bland europeiska vägar. Detta system utvecklades under 1980-talet och ersatte ett äldre system. Det nya systemet bygger på en logisk uppbyggnad, separat för öst-västgående (jämna nummer) som går i nummerordning, liksom de nord-sydgående (udda nummer) gör.
Denna konsekventa nummerordning har inte följts fullt ut vid senare ändringar. Redan efter några år infördes till exempel E4 och E6 utan att följa nummerordningen för att få Sverige och Norge att acceptera det nya systemet.
I de flesta länder har europavägarna också nationella nummer, som dessutom oftast har högre status inom landet. I en del länder skyltas europavägarna inte så bra vilket gör dem svåra att följa, till exempel i Tyskland. I Storbritannien och Irland skyltas inte Europavägarna alls.
I vissa europeiska länder som till exempel Sverige, Serbien, Danmark, Norge och Belgien används europavägsnumret som det primära vägnumret. I Sverige, Danmark, Norge är europavägarna integrerade i nätet, och de har inget annat nationellt nummer. I Belgien, Serbien m.fl. har europavägarna ett nationellt nummer, men bara europavägsnumren skyltas (även om kartböcker från Västeuropa envisas med att markera båda).
Europavägarna är tänkta att ha en god vägstandard, och helst vara motorväg, åtminstone för lite hårdare trafikerade sträckor.

## Motorvägar
Motorvägarna har i många länder separata nummer, i andra länder gemensamma nummer med andra vägar. De numreras enligt några olika principer:
- I många länder är motorvägarna ett eget nät med egna nummer. Om motorvägen har en lucka får man leta upp en alternativ landsväg ur kartan. När en ny motorväg byggs behåller landsvägen sitt nummer. Denna princip används i många länder såsom Tyskland, Frankrike, Italien, Storbritannien, Österrike. Principen passar bäst för länder med sammanhängande nät men det förekommer även i länder där det finns gott om icke sammanhängande stumpar. För att hålla skillnad på näten i skrift brukar de anges med en bokstav före såsom A i Tyskland och Italien till exempel A1, eller M i Storbritannien. Det är inte säkert att denna bokstav skyltas. I till exempel Tyskland ser man skillnad på ett motorvägsnummer och riksvägsnummer enbart på färgen. Motiveringen till detta system är oftast att man inte vill ändra landsvägsnätet, och man vill att det syns vad som är motorvägar, eftersom de är mycket snabbare än landsvägar. Eftersom man satsat en stor del av byggpengarna på motorvägar, så har landsvägarna ingen bra standard, särskilt går de ofta genom städer.
- I andra länder finns ett gemensamt nummernät, men med en särskild bokstav före för motorväg. Om motorvägen har en lucka finns en landsväg med samma nummer, men annan eller ingen bokstav först. Så har till exempel Irland, Nederländerna, Polen, Schweiz, Tjeckien, Ungern. I Storbritannien numreras riksvägarna med (M) efter om de är motorväg, samtidigt som det finns ett separat nät motorvägar. Detta innebär att när en motorväg byggs tas numret bort eller byts på landsvägen.
- I en del länder finns ett gemensamt nummernät, och ingen skillnad på motorvägar och landsvägar. Så har till exempel Sverige, Danmark, Norge, Finland och Serbien. (Finland och Serbien har visserligen parallella riksvägsnummer på europavägarna, men de har inga motorvägsnummer som detta kapitel behandlar). I till exempel Sverige och Danmark har det vuxit fram sammanhängande motorvägsnät. Det planeras ingen större ändring av nummersystemet.

De flesta motorvägar har också ett europavägsnummer men långt ifrån alla.

## Numreringsprinciper
Principen för att välja nummer följer några olika principer:
- Vanligt har solfjäderprincipen varit, de vägar som går från huvudstaden har lägst nummer och går i nummerordning i olika riktningar. Till exempel Irland, Finland, Frankrike, Ryssland, Ungern. Övriga vägar har högre nummer och mer oordnad numrering.
- En princip är udda-jämnt-principen, att de udda numren går nord-syd, i nummerordning, samt att de jämna går väst-öst i nummerordning. Så har Tyskland (nummer 1-9), USA, och europavägarna.
- Ofta har statusprincipen gällt, att de fått nummer efter hur viktiga de ansetts vara, såsom till exempel i Italien och Storbritannien för de viktigaste motorvägarna.
- Provinsprincipen gäller ofta för lite mindre viktiga vägar, varje landsdel får en nummerserie. Så har till exempel Tyskland (nummer 10-99), och Sveriges riksvägar.

## Sverige
Trafikverket delar in vägarna med hjälp av vägnumren i fyra grupper, europavägar, riksvägar, primära länsvägar samt övriga länsvägar.

### Europavägar (Vägnummer med E framför vägnumret)
Europavägarna har ett vägnummer som alltid börjar med ett E före själva siffran som till exempel E4, E6 och E20. Vägar med dessa nummer är tänkta att ha den högsta svenska vägstandarden men detta stämmer inte alltid i verkligheten. Europavägnumren har en mycket viktig roll i Sveriges vägnät och många gånger mer eller mindre en symbolisk betydelse. Även de europavägar som har en låg standard har ändå hög "status" just på grund av sitt vägnummer.
En annan viktig detalj är att numren på riksvägar och europavägar aldrig får kollidera i Sverige. Man vill inte ha två av de viktigare vägarna med samma nummer. Formellt är europavägarna i Sverige även riksvägar med samma nummer. Därför finns det till exempel inte längre någon riksväg som heter 20 eftersom det finns en europaväg som heter E20. Nummer på riksvägar och länsvägar bestäms på nationell nivå men europavägarnas nummer bestäms internationellt. Därför har det hänt att europavägar i Sverige har bytt nummer och kolliderat med ett nummer på en riksväg, till exempel riksväg 16, 20, 79 med flera. Lösningen blir då alltid att riksvägen får byta nummer. I Sverige sätts inte heller ut någon speciell vägnumrering på motorvägar trots att det hade kunnat anses som befogat på en del av dessa och att görs i de flesta andra länder.

### Riksvägar (Vägnummer 1-99)
Riksvägarna har ett vägnummer med en eller två siffror som till exempel 9 eller 21. Dessa vägar anses som huvudvägar i Sverige som ska ha en relativt hög vägstandard men ändå något lägre än europavägarna. Vägarna är tänkta som de näst viktigaste vägarna efter europavägarna. Vissa riksvägar och alla europavägar i Sverige kallas stamvägar och anses viktigare, även om det inte syns på vägnummer eller skyltar.

### Primära länsvägar (Vägnummer 100-499)
De så kallade primära länsvägarna har ett vägnummer med tre siffror i nummerserien 100-499 som till exempel 101 eller 222.  De är tänkta att ha en något lägre standard än europavägar och riksvägar. Detta stämmer dock inte alltid. De primära länsvägarna ska åtminstone ha en standard så att lastbilar kan mötas i full fart, det vill säga minst 6,5 m bredd.

### Sekundära och tertiära länsvägar (Vägnummer 500-5999)
Övriga allmänna vägar är s.k. övriga länsvägar. Deras nummer, vilka är länsunika, skyltas nästan aldrig. Länsvägarna är tänkta att ha en mer lokal betydelse. De övriga länsvägarna kan ha mycket sämre standard. De kan vara grusvägar och de kan vara stängda för lastbilar i snösmältningen.

## Danmark och Norge
I Danmark och Norge har man ett system som är mycket likt det som finns i Sverige. Man har även här tresiffriga vägnummer. I Danmark ligger dock oftast så tätt att kartor med mindre skala inte markerar dem. I övrigt har europavägarna samma symboliska betydelse som i Sverige (europavägarna har normalt inget annat nummer) och inte heller i Danmark eller Norge sätter man ut specifika motorvägsnummer. I Norge har man samma namn på två och tresiffriga nationella vägar, riksvei. I Danmark kallas en- och tvåsiffriga vägar för primærruter och skyltas med gula skyltar, medan tresiffriga vägar kallas för sekundærruter och skyltas med vita skyltar.

## Finland och Ryssland
Båda länderna har varsitt system för nationella vägar, och skyltas likadant oberoende av om de är motorväg eller ej. De största vägarna skyltas i Finland med röd bakgrund och nummer 1-29. Lite mindre vägar skyltas i Finland med gul bakgrund och nummer 40-99. I Ryssland skyltas de största vägarna M och ett nummer 1-60. Lite mindre vägar skyltas A och tre siffror. För de största vägarna går de lägsta numren i båda länder från 1 och uppåt från huvudstaden i alla riktningar i nummerordning, nr 1 västerut. Europavägar skyltas som ett eget nät ovanpå det nationella. 
Europavägarna har alltså både E-nummer och nationella nummer.

## Tyskland
I Tyskland har man ett vägnummersystem som bygger på två nummerserier. Ett system för landsvägar och ett för motorvägar. Europavägar finns i Tyskland i likhet med Sverige och Danmark och dessa skyltas även i Tyskland. Statusen för europavägar är dock inte densamma i Tyskland. Europavägarna har alltid något nationellt nummer förutom europavägnumret. Det nationella numret går alltid före och europavägnumren skyltas inte så bra i Tyskland. Därför anses det nationella numret lättast att utgå från vid orientering och kartläsning för att följa ett vägnummer. Europavägnummer och de nationella numren kan också kollidera med varandra, till exempel E52 som finns i Tyskland, den nationella motorvägen 52, och landsvägen 52 som inte har något med varandra att göra.
Motorvägarna i Tyskland har ett separat nummersystem mot landsvägar och som kan kollidera med varandra. I olika tabeller och ibland också på vissa kartor har motorvägarna ett A framför sitt nummer. I verkligheten skyltas aldrig motorvägarna med något A, utan bara numret. Skillnaden på skyltar är bara färgen, motorvägsnumren är vita på blå bakgrund, landsvägsnumren svarta på gul bakgrund. Bokstaven A används bara för att hålla isär i text när färg inte används. Bokstaven B används ofta i text för landsvägar, dock inte på skyltar.
Motorvägarna numreras enligt udda-jämnt-principen, de udda numren går nord-syd, i nummerordning, och de jämna går väst-öst i nummerordning. Detta stämmer bäst för nummer 1-9, där bara nr 3 avviker och går på diagonalen. För nummer 10-99 tilldelas varje landsdel ett tiotal, och oftast går de udda nord-sydligt och de jämna väst-öst, oftast men inte alltid i nummerordning.

## Frankrike, Italien
Även i Frankrike och i Italien har man två nummerserier per land, en för motorvägar och en för landsvägar.
Motorvägarna skyltas med bokstaven A och ett nummer. I Frankrike utgår de som har nummer A1-A6 och A10-A13 från Paris, i nummerordning, "solfjäderprincipen". I Italien numreras de ungefär efter betydelse, till exempel A1 Milano-Rom-Messinasundet.
Riksvägarna i Frankrike skyltas med ett N framför efter deras namn "Route Nationale", Nationalväg. Mindre huvudvägar skyltas med ett D framför.
I Italien skyltas landsvägarna utan bokstav, vit bakgrund och blå siffror.
Europavägarna har alltid något nationellt nummer förutom europavägnumret.

## Storbritannien
I Storbritannien har man ett vägnummersystem som bygger på två nummerserier som har en bokstav framför. Det är därför bokstaven som anger vilken typ av väg det rör sig om medan numret kan vara av väldigt olika typ. Systemet har funnits sedan 1920-talet men kompletterats när andra funktioner tillkommit. Den ursprungliga uppbyggnaden av systemet byggde på att vägar med ett vägnummer som börjar på A som till exempel A2 var de vägar som hade högst standard och var de viktigaste vägarna. De mer sekundära vägarna fick ett vägnummer som började på B som till exempel B45. Därefter hade man nummer som började på C och även D. Dessa vägar var ytterligare mer sekundära vägar med ännu lägra standard. När motorvägar infördes i Storbritannien började dessa få vägnummer som började på M istället. Bland de viktigaste vägarna är i Storbritannien är idag därför vägar som M1 eller M6. I vissa fall händer det att de bygger om landsvägar till motorvägar men om inte hela sträckan som har ett visst nummer som börjar på A är motorväg läggs istället bokstaven M efter vägnumret i parentes. I vissa fall har man inte heller brytt som om att numera om motorvägen till M-väg trots att hela vägen med ett visst nummer är ombyggd till motorväg. Ett exempel på detta är A38(M). Europavägar finns även i Storbritannien men dessa skyltas aldrig. De sätts bara ut på kartorna. Inte ens på motorvägarna sätts europavägsnumren ut på vägarna.